# Senecapetes
Senecapetes (em armênio/arménio: սենեկապետ; romaniz.: senekapet, de seneak, "salão, câmara", e -pet, "chefe"), no Reino da Armênia, foi o título que designava o camareiro do rei. Não se sabe ao certo quais eram suas funções e qual sua diferença em relação ao hair (grão-camareiro). Nas Histórias Épicas de Fausto, o Bizantino, é dito que o católico Narses I, o Grande, antes de sua consagração, seguiu carreira militar e serviu como senecapetes, tendo a função de reter a espada real em eventos de Estado. Na Vida de São Narses, diz-se que era o guardião do tesouro real, porém caso seja isso, só poderia ser na capital, pois a parte do tesouro que era guardada em certas fortalezas era guardado pelo hair.
Para Nina Garsoïan, com base em Fausto, o ofício era claramente militar em natureza, o que faria equivalente ao "portador da espada real" ou espáforo (em grego: σπαφόρος; em persa médio: špšyl'ty / spsyrdr), mencionado na inscrição trilíngue Feitos do Divino Sapor do tempo do xá Sapor I (r. 240–270), ao invés dum camareiro civil. E como o hair, não parece ter sido hereditário, pois foi registrado no seio de duas famílias distintas, os gregóridas e Siunis. Na Bíblia, o título foi associado, por sua vez, ao ecônomo (οικονόμος) e também é designado como "camareiro real" (τον επι του κοιτωνος του βασιλέως) em Atos 12:20.